# Charles François de Cisternay du Fay
Charles François de Cisternay du Fay (París, 1698 – 1739) fue un físico y químico  francés, superintendente del Jardin du Roy. De familia prominente con influencia en ambientes militares y eclesiásticos, su padre le consiguió el nombramiento de químico adjunto en la Academie des Sciences.
Aún sin tener una formación científica, Du Fay pronto destacó en sus experimentos sobre la electricidad al enterarse de los trabajos de Stephen Gray, y dedicó su vida al estudio de los fenómenos eléctricos. Publicó sus trabajos en 1733 siendo el primero en identificar la existencia de dos tipos de cargas eléctricas (las denominadas hoy en día positiva y negativa), que él denominó carga vítrea y carga resinosa, debido a que ambas se manifestaban: de una forma al frotar, con un paño de seda, el vidrio (carga positiva) y de forma distinta al frotar, con una piel, algunas sustancias resinosas como el ámbar o la goma, (carga negativa).
Las observaciones de Du Fay en electricidad fueron escritas en diciembre de 1733 y luego impresas en el v. 38 de la Philosophical Transactions of the Royal Society en 1734.

## Obra

### Algunas publicaciones
Todas las publicaciones de Du Fay aparecieron en la revista. Histoire de l'Académie Royale des Sciences: avec les mémoires de mathématique & de physique pour les mêmes années
- Mémoire sur les baromètres lumineux. 1723, PDF.
- Description d'une Pompe, qui peut servir utilement dans les Incendies. 1725, PDF.
- Description d'une machine pour connaitre l'heure vraie du soleil tous les jours de l'annee. 1725, PDF.
- Expériences sur la dissolubilité de plusieurs sortes de Verres. 1727, PDF.
- Remarques sur les polygones réguliers inscrits et circonscrits. 1727, PDF.
- Observations sur quelques expériences de l'aimant. 1728, PDF.
- Mémoire sur la teinture et la dissolution de plusieurs espèces de pierres. 1728, PDF.
- Mémoire sur un grand nombre de phosphores nouveaux. 1730, PDF.
- Suite des Observations sur l'aimant. 1730, PDF.
- Troisième Mémoire sur l'aimant. 1731. PDF.
- Premier mémoire sur l'électricité, Histoire de l'électricité. 1733, PDF.
- Second mémoire sur l'électricité, Quels sont les Corps qui sont susceptibles d'Electricité. 1733, PDF.
- Troisième mémoire sur l'électricité, Des Corps qui sont le plus vivement attirés par les matiéres électriques…. 1733, PDF.
- Quatrième mémoire sur l'électricité, De l'Attraction & Répulsion des Corps Electriques. 1733, PDF.
- Cinquième mémoire sur l'électricité, Où l'on rend compte des nouvelles découvertes… 1734, PDF.
- Sixième mémoire sur l'électricité, Où l'on examine quel rapport il y a entre l'Electricité, & la faculté de rendre de la Lumiére. 1734, PDF.
- Mémoire sur la roseé. 1736, PDF.
- Observations sur la sensitive. 1736, PDF.
- Septième mémoire sur l'électricité, Contenant quelques Additions aux Mémoires précédents. 1737, PDF.
- Huitième mémoire sur l'électricité. 1737, PDF.
- Versuche und Abhandlungen von der Electricität derer Cörper… Erfurt 1745, Online